# Charmander
Charmander (/ˈtʃɑːrmændər/), conhecido como Hitokage (ヒトカゲ) no Japão, é um espécie de pokémon da franquia Pokémon da Nintendo e da Game Freak. Criado por Atsuko Nishida, Charmander apareceu pela primeira vez no videogame Pokémon Red e Blue e subsequentes, mais tarde aparecendo em vários jogos da franquia. O fim da cauda de um Charmander é aceso com uma chama, a chama muda de tamanho conforme sua saúde física e as emoções do personagem. Charmander evolui para Charmeleon e, em seguida, para Charizard.

## Recepção
Desde que apareceu na série Pokémon, Charmander recebeu uma recepção geralmente positiva. Ele apareceu em várias peças de mercadorias, incluindo figuras, brinquedos de pelúcia e o  Pokémon Trading Card Game. Foi notado como um traje Halloween popular para o ano de 1999. Também em 1999, especulou-se por analistas que as espécies de Pokémon, em particular Charmander e outros, se tornariam brinquedos procurados. Leitores da IGN classificaram Charmander no 37º lugar entre os melhores Pokémon de todos os tempos.